# Communauté de communes Rives de l’Ain-Pays du Cerdon
Die Communauté de communes Rives de l’Ain-Pays du Cerdon (offizielle Schreibweise: Communauté de communes Rives de l’Ain - Pays du Cerdon, inoffiziell: Communauté de communes Rives de l’Ain, Pays du Cerdon) ist ein französischer Gemeindeverband mit Rechtsform einer Communauté de communes im Département Ain, dessen Verwaltungssitz sich im Ort Jujurieux befindet.
Der Gemeindeverband besteht aus 14 Gemeinden und zählt 14.873 Einwohner (Stand 2022) auf einer Fläche von 170,4 km2. Präsident des Gemeindeverbandes ist Thierry Dupuis.

## Geschichte
Die Communauté de communes Rives de l’Ain-Pays du Cerdon entstand am 1. Januar 2012 aus der Fusion von zwei benachbarten ehemaligen Gemeindeverbänden, die jeweils schon eine Zeit lang bestanden:
- Communauté de communes Bugey-Vallée de l’Ain: Verband von 10 Gemeinden in der Umgebung von Poncin, gegründet am 16. Dezember 1998.
- Communauté de communes de Pont-d’Ain, Priay, Varambon: Verband von 3 Gemeinden um Pont-d’Ain, gegründet am 7. Dezember 1999.

Im Zuge der Neugliederung weiterer Gemeindeverbände im Arrondissement Nantua trat am 1. Januar 2014 die Gemeinde Serrières-sur-Ain bei.

## Mitgliedsgemeinden
Folgende 14 Gemeinden gehören der Communauté de communes Rives de l’Ain-Pays du Cerdon an:
| Gemeinde                                             | Einwohner 1. Januar 2022 | Fläche km² | Dichte Einw./km² | Code INSEE | Postleitzahl |
| ---------------------------------------------------- | ------------------------ | ---------- | ---------------- | ---------- | ------------ |
| Boyeux-Saint-Jérôme                                  | 362                      | 16,94      | 21               | 01056      | 01640        |
| Cerdon                                               | 755                      | 12,30      | 61               | 01068      | 01450        |
| Challes-la-Montagne                                  | 185                      | 7,65       | 24               | 01077      | 01450        |
| Jujurieux                                            | 2.209                    | 15,39      | 144              | 01199      | 01640        |
| Labalme                                              | 207                      | 8,80       | 24               | 01200      | 01450        |
| Mérignat                                             | 133                      | 3,17       | 42               | 01242      | 01450        |
| Neuville-sur-Ain                                     | 1.798                    | 19,79      | 91               | 01273      | 01160        |
| Poncin                                               | 1.766                    | 19,77      | 89               | 01303      | 01450        |
| Pont-d’Ain                                           | 2.862                    | 11,22      | 255              | 01304      | 01160        |
| Priay                                                | 1.803                    | 15,77      | 114              | 01314      | 01160        |
| Saint-Alban                                          | 195                      | 8,08       | 24               | 01331      | 01450        |
| Saint-Jean-le-Vieux                                  | 1.799                    | 15,33      | 117              | 01363      | 01640        |
| Serrières-sur-Ain                                    | 135                      | 8,18       | 17               | 01404      | 01450        |
| Varambon                                             | 664                      | 7,99       | 83               | 01430      | 01160        |
| Communauté de communes Rives de l’Ain-Pays du Cerdon | 14.873                   | 170,38     | 87               | –          | –            |